# 北奥塞梯-阿兰共和国国旗
北奧塞梯-阿蘭共和國國旗是一幅三色旗，由大小相同的白色、黃色、和紅色橫矩形組成。
該國旗的顏色和設計與南奧塞梯國旗完全相同，只是比例有些不同。